# Kolokol-1

Carfentanil.

Rémifentanil.

Le Kolokol-1, du russe Колокол signifiant « cloche », est un opioïde synthétique développé en URSS dans les années 1970 et utilisé comme incapacitant aérosolisé par les forces spéciales russes lors de l'assaut devant mettre fin à la prise d'otages du théâtre de Moscou le 26 octobre 2002, au cours duquel plus de 130 otages sur 850 furent tués, presque tous à cause de cette substance.

## Constituants
La composition du Kolokol-1 n'a jamais été divulguée par les autorités russes. Certaines sources l'identifiaient initialement à un dérivé de fentanyl, probablement le 3-méthylfentanyl dissous dans un anesthésique halogéné utilisé comme solvant organique, mais des analyses indépendantes de résidus sur les vêtements des otages ainsi que dans l'urine de l'un d'entre eux n'ont pas trouvé trace de ce composé, mais plutôt de deux autres opioïdes, le carfentanil, bien plus puissant que le fentanyl et utilisé habituellement comme sédatif pour gros mammifères comme les éléphants, les morses et les ours blancs, et le rémifentanil, à l'effet très bref et utilisé comme antidouleur chirurgical.
Selon Lev Fiodorov (ru), ancien chercheur du programme soviétique de développement d'armes chimiques et alors à la tête du Conseil pour la sécurité chimique à Moscou, le Kolokol-1 a été développé dans un centre de recherche secret de l'armée à Léningrad au cours des années 1970. Les méthodes employées pour tester la dispersion de la substance auraient utilisé des bactéries inoffensives dans le système de ventilation du métro, d'abord à Moscou, puis à Novossibirsk. Fiodorov déclara également que les auteurs de la tentative de putsch de Moscou, en août 1991, avaient envisagé d'utiliser cet incapacitant dans le parlement russe.

## Propriétés

Halothane.

Les autorités russes ont expliqué le nombre élevé de victimes du Kolokol-1 parmi les otages par l'état d'épuisement de ces derniers à la suite de plusieurs jours de captivité. L'index thérapeutique élevé de l'un des dérivés du fentanyl utilisé lors de l'assaut aurait favorisé la décision d'utiliser cette substance malgré la présence de nombreux civils. Par ailleurs, l'utilisation de carfentanil dans de l'halothane aurait nécessité l'administration d'un antidote spécifique comme la naltrexone, plus efficace dans ce cas que la naloxone, utilisée pour soigner les otages libérés.

Naltrexone.
Naloxone.